# Mark Norelius
Mark Alyn Norelius (Seattle, 10 de junio de 1952) es un deportista estadounidense que compitió en remo. Es hermano de la también remera Kristine Norelius.
Ganó una medalla de oro en el Campeonato Mundial de Remo de 1974, en la prueba de ocho con timonel.

## Palmarés internacional
| Campeonato Mundial | Campeonato Mundial | Campeonato Mundial | Campeonato Mundial |
| Año                | Lugar              | Medalla            | Prueba             |
| ------------------ | ------------------ | ------------------ | ------------------ |
| 1974               | Lucerna (Suiza)    | Medalla de oro     | Ocho con timonel   |